# Wolfgang Schulhoff

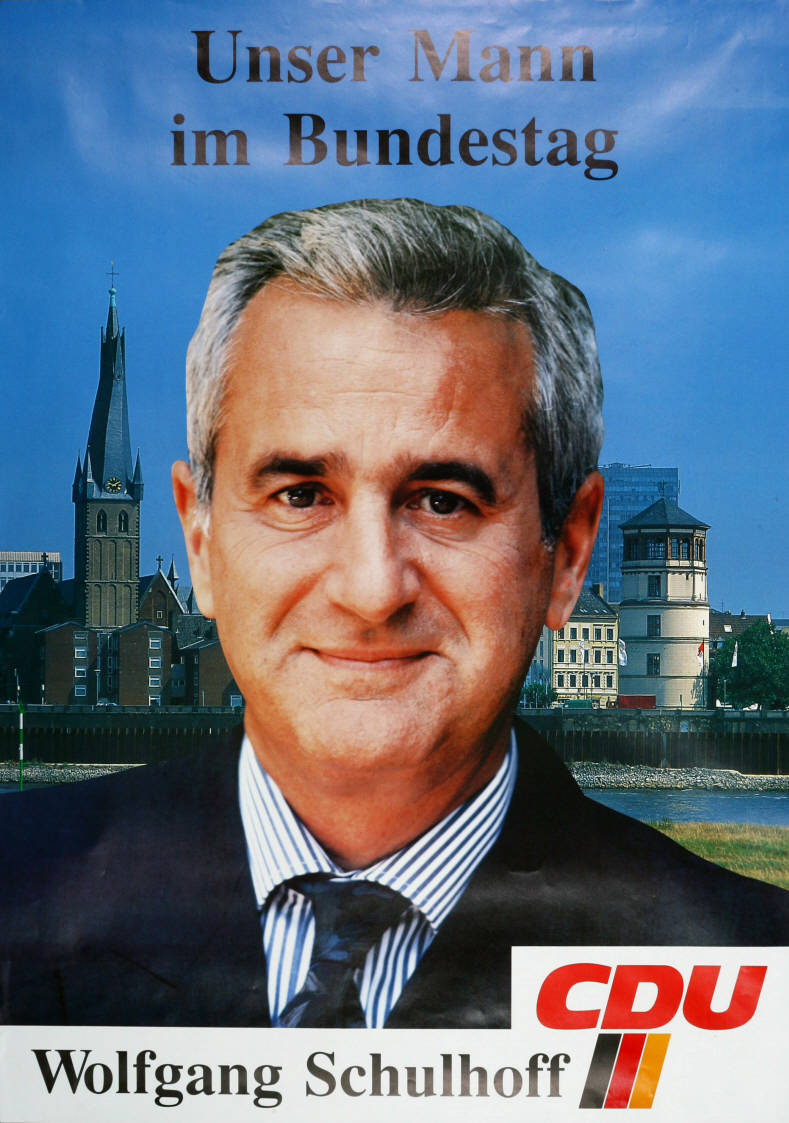
Wolfgang Schulhoff

Wolfgang Schulhoff (14 de dezembro de 1939 - 17 de fevereiro de 2014) foi um político alemão. Ele foi membro do Bundestag, representando Düsseldorf. Ele também era membro da CDU.